# سجود التلاوة معانيه وأحكامه
سجود التلاوة معانية وأحكامه كتاب من تأليف ابن تيمية  ذكر فيه ما يتعلق بسجود التلاوة وما يختص به وحكمه وهل يجوز دون طهارة أم لا 